# Rothenburg/O.L.
Rothenburg/O.L. település Németországban, azon belül Szászország tartományban. Lakosainak száma 4292 fő (2023. december 31.).

## Népesség
A település népességének változása:
| Lakosok száma | 4556 | 4510 | 4385 | 4389 | 4292 |
|               | 2017 | 2019 | 2021 | 2022 | 2023 |